# Alyxia siamensis
Alyxia siamensis är en oleanderväxtart som beskrevs av William Grant Craib. Alyxia siamensis ingår i släktet Alyxia och familjen oleanderväxter. Inga underarter finns listade i Catalogue of Life.